# Szymon Marciniak (pilot rajdowy)
Szymon Marciniak (ur. 22 maja 1987  w Poznaniu) – polski pilot rajdowy, członek Polskiego Związku Motorowego, reprezentujący Automobilklub Wielkopolski. Mistrz Polski Castrol Edge Trophy 2013.

## Życiorys

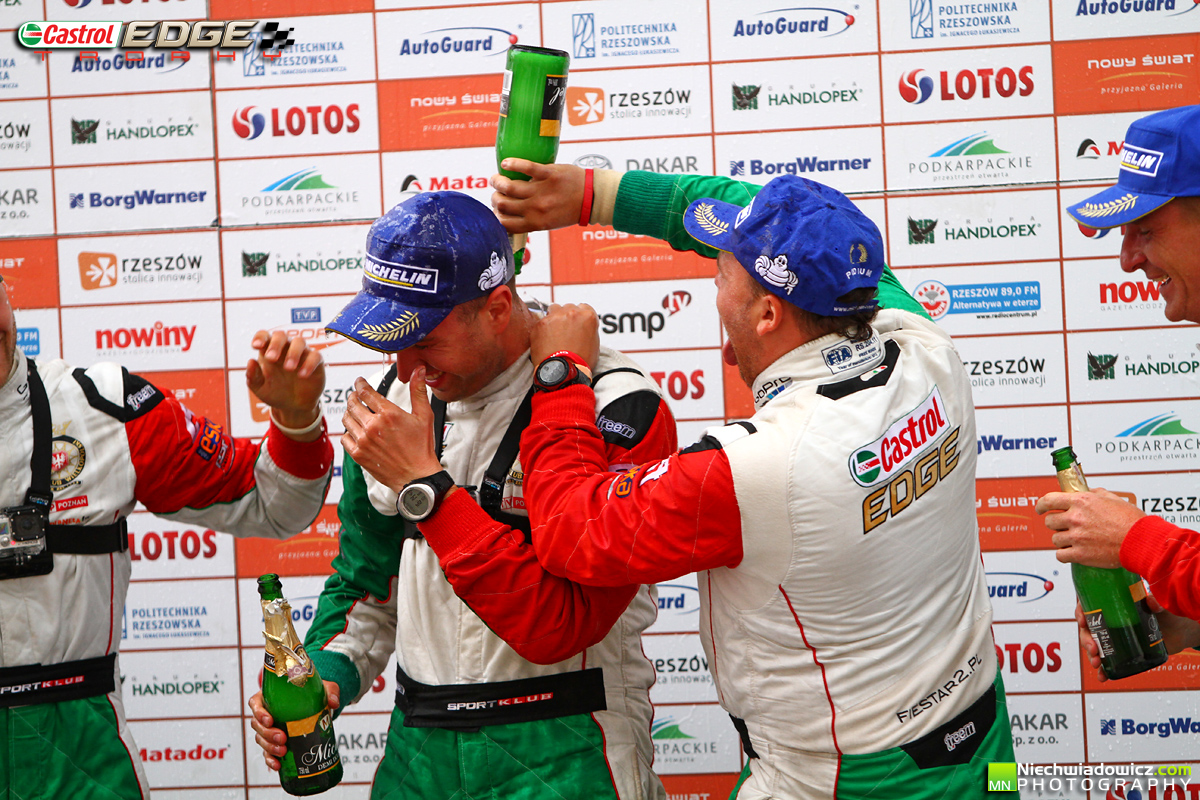
Ceremonia mety Rajdu Dolnośląskiego (2013)

Swoją karierę rajdową rozpoczął w 2009 roku jako pilot Marcina Schefflera. Wraz z nim w Rajdowych Samochodowych Mistrzostwach Polski 2013 zdobył tytuł Mistrza Polski – Castrol Edge Trophy 2013.
Na swoim koncie ma prawie 100 startów z wieloma utalentowanymi kierowcami rajdowymi takimi, jak:
- Marcin Scheffler (Citroen Saxo, Honda Civic Type-R, Ford Fiesta R2, Peugeot 208 R2)
- Jakub Brzeziński (Ford Fiesta R5, Citroën DS3 R3T Max)
- Tomasz Foltyn (Peugeot 208 R2)
- Marcin Putowski (Ford Fiesta Proto)
- Włodzimierz Grajek (BMW X5 T1)

Podczas Rajdu Korsyki 2017 w Rajdowych Samochodowych Mistrzostwach Świata razem z Jakubem Brzezińskim wygrał 5 z 10 odcinków specjalnych w klasyfikacji WRC3.